# Collegio di East Surrey
East Surrey è un collegio elettorale inglese situato nel Surrey rappresentato alla Camera dei comuni del Parlamento del Regno Unito. Elegge un membro del parlamento con il sistema maggioritario a turno unico; l'attuale parlamentare è Claire Coutinho, eletta con il Partito Conservatore nel 2019.

## Estensione

East Surrey dal 2010 al 2024

- 1832-1868: le centine di Brixton, Kingston, Reigate, Tandridge e Wallington.[1]
- 1868-1885: la centina di Tandridge, e la parte della centina di Wallington che sorgeva ad est delle parrocchie di Croydon e Sanderstead, e la parte della centina di Brixton che sorgeva ad est delle parrocchie di Streatham, Clapham e Lambeth.[2]
- 1918-1950: i distretti urbani di Caterham e Coulsdon and Purley e il distretto rurale di Godstone.
- 1950-1974: i distretti urbani di Caterham and Warlingham e Coulsdon and Purley.
- 1974-1983: il distretto urbano di Caterham and Warlingham, e il distretto rurale di Godstone.
- 1983-1997: il distretto di Tandridge.
- 1997-2010: il distretto di Tandridge, e i ward del Borough di Reigate and Banstead di Horley East e Horley West.
- 2010-2024: come sopra, più Horley Central.
- dal 2024: il ward di Hooley, Merstham and Netherne del borgo di Reigate and Banstead e il distretto di Tantridge.

## Storia
Il territorio, ridotto man mano che i collegi confinanti venivano creati o allargati, all'inizio assorbì i borough parlamentari del Surrey di Bletchingley e Gatton, aboliti in quanto borghi putridi dal Reform Act 1832.
Un collegio precedente con lo stesso nome esistette dal 1832 al 1885; formalmente e spesso noto come Divisione Orientale del Surrey' o Surrey Eastern, elesse due deputati con voto plurinominale maggioritario. Fu creato nel 1832 con il Reform Act, e coprì le terre di Peckham e della parte meridionale di Brixton, fino a toccare Southwark e Lingfield e dal Kent fino a Capel e Kingston upon Thames.
Alle parti centrali del Surrey, una contea che allora si estendeva fino all'interno dell'attuale Greater London, vennero assegnati due deputati dal Reform Act 1867, a partire dalle elezioni del 1868. Il Surrey ebbe diversi vantaggio dal Reform Act 1867, che ridusse gli squilibri tra i collegi. Dal 1832 al 1867 il collegio incluse una popolosa area settentrionale che appartiene alla parte meridionale di Londra, eccetto le parti di Londra sud-est che sorgono nel Kent.
Il Redistribution of Seats Act 1885 estese ancora di più il Reform Act 1832 verso l'eguale rappresentazione nel Paese, e rifletté i cambiamenti di popolazione. Pertanto, dalle elezioni del 1885 in avanti, Mid Surrey e Surrey Eastern furono divisi in Chertsey, Croydon, Epsom, Kingston, Reigate e Wimbledon.
Nel 1918 fu ri-istituito il collegio di East Surrey; includeva le aree rurali e i piccoli centri di Reigate e Croydon, e per la prima volta elesse un solo deputato. Copriva una piccola area, da Croydon sud fino al Kent e al West Sussex. Comprendeva Lingfield, Oxted, Limpsfield, Godstone, Caterham e Woldingham.
Nel 1950 East Surrey perse Addington a vantaggio del collegio di Croydon South, e la sua parte meridionale a vantaggio di Reigate. Nel 1974 una grande area settentrionale divenne parte di Croydon South, riflettendo lo spostamento del 1965 di Purley e Coulsdon nel Borough di Croydon, nella nuova Grande Londra, che sostituì il Consiglio della Contea di Londra. East Surrey inglobò le aree meridionali che erano state in Reigate fino al 1950. Il deputato di East Surrey fino al 1974, William Clark, ottenne poi il collegio di Croydon South nel febbraio di quell'anno. Il successore di Clark, Geoffrey Howe, divenne poi Cancelliere dello Scacchiere e Segretario di Stato per gli affari esteri e del Commonwealth nel governo di Margaret Thatcher.

## Membri del parlamento

### Deputati dal 1832 al 1885
| Elezione | Primo deputato   | Primo deputato        | 1° partito       | Secondo deputato | Secondo deputato | 2° partito       |
| -------- | ---------------- | --------------------- | ---------------- | ---------------- | ---------------- | ---------------- |
| 1832     |                  | John Ivatt Briscoe    | Liberale         |                  | Aubrey Beauclerk | Liberale         |
| 1835     |                  | Richard Alsager       | Conservatore     |                  | Aubrey Beauclerk | Liberale         |
| 1837     |                  | Richard Alsager       | Conservatore     | Henry Kemble     | Conservatore     |                  |
| 1841 (S) | Edmund Antrobus  |                       | Conservatore     | Henry Kemble     | Conservatore     |                  |
| 1847     |                  | Peter John Locke King | Liberale         |                  | Thomas Alcock    | Liberale         |
| 1865     | Charles Buxton   | Peter John Locke King | Liberale         |                  |                  | Liberale         |
| 1871 (S) |                  | Peter John Locke King | Liberale         | James Watney     | Conservatore     |                  |
| 1874     |                  | William Grantham      | Conservatore     | James Watney     | Conservatore     |                  |
| 1885     | Collegio abolito | Collegio abolito      | Collegio abolito | Collegio abolito | Collegio abolito | Collegio abolito |

### Deputati dal 1918
| Elezione | Elezione        | Deputato         | Partito             |
| -------- | --------------- | ---------------- | ------------------- |
|          | 1918            | Sir Stuart Coats | Conservatore        |
| 1922     | James Galbraith |                  | Conservatore        |
| 1935     | Charles Emmott  |                  | Conservatore        |
| 1945     | Michael Astor   |                  | Conservatore        |
| 1951     | Charles Doughty |                  | Conservatore        |
| 1970     | William Clark   |                  | Conservatore        |
| Feb 1974 | Geoffrey Howe   |                  | Conservatore        |
| 1992     | Peter Ainsworth |                  | Conservatore        |
| 2010     | Sam Gyimah      |                  | Conservatore        |
|          | Sam Gyimah      | 2019             | Indipendente        |
|          | Sam Gyimah      | 2019             | Liberal Democratici |
|          | 2019            | Claire Coutinho  | Conservatore        |

## Elezioni

### Elezioni negli anni 2020
| Partito                    | Partito                                   | Candidato                  | Risultati 4 luglio 2024 | Risultati 4 luglio 2024 |
| Partito                    | Partito                                   | Candidato                  | Voti                    | %                       |
| -------------------------- | ----------------------------------------- | -------------------------- | ----------------------- | ----------------------- |
|                            | Conservatore                              | Claire Coutinho            | 17 502                  | 35,58                   |
|                            | Laburista                                 | Tom Bowell                 | 10 052                  | 20,43                   |
|                            | Lib Dem                                   | Claire Malcomson           | 8 833                   | 17,95                   |
|                            | Reform UK                                 | Chris Scott                | 8 380                   | 17,03                   |
|                            | Verdi                                     | Shasha Khan                | 2 957                   | 6,01                    |
|                            | Indipendente                              | Judy Moore                 | 1 145                   | 2,33                    |
|                            | Monster Raving Loony                      | Martin Hogbin              | 327                     | 0,66                    |
|                            |                                           |                            |                         |                         |
| Iscritti                   | Iscritti                                  | Iscritti                   | 73 307                  | 100,00                  |
| ↳ Votanti (% su iscritti)  | ↳ Votanti (% su iscritti)                 | ↳ Votanti (% su iscritti)  | 49 196                  | 67,11                   |
| ↳ Astenuti (% su iscritti) | ↳ Astenuti (% su iscritti)                | ↳ Astenuti (% su iscritti) | 24 111                  | 32,89                   |
|                            |                                           |                            |                         |                         |
|                            | Esito: collegio confermato a Conservatore |                            |                         |                         |

### Elezioni negli anni 2010
| Partito                    | Partito                                   | Candidato                  | Risultati 12 dicembre 2019 | Risultati 12 dicembre 2019 |
| Partito                    | Partito                                   | Candidato                  | Voti                       | %                          |
| -------------------------- | ----------------------------------------- | -------------------------- | -------------------------- | -------------------------- |
|                            | Conservatore                              | Claire Coutinho            | 35 624                     | 59,68                      |
|                            | Lib Dem                                   | Alexander Ehmann           | 11 584                     | 19,41                      |
|                            | Laburista                                 | Frances Rehal              | 8 247                      | 13,82                      |
|                            | Verdi                                     | Joseph Booton              | 2 340                      | 3,92                       |
|                            | Indipendente                              | Helena Windsor             | 1 374                      | 2,30                       |
|                            | Monster Raving Loony                      | Martin Hogbin              | 521                        | 0,87                       |
|                            |                                           |                            |                            |                            |
| Iscritti                   | Iscritti                                  | Iscritti                   | 83 148                     | 100,00                     |
| ↳ Votanti (% su iscritti)  | ↳ Votanti (% su iscritti)                 | ↳ Votanti (% su iscritti)  | 59 925                     | 72,07                      |
| ↳ Astenuti (% su iscritti) | ↳ Astenuti (% su iscritti)                | ↳ Astenuti (% su iscritti) | 23 223                     | 27,93                      |
|                            |                                           |                            |                            |                            |
|                            | Esito: collegio confermato a Conservatore |                            |                            |                            |

| Partito                    | Partito                                   | Candidato                  | Risultati 8 giugno 2017 | Risultati 8 giugno 2017 |
| Partito                    | Partito                                   | Candidato                  | Voti                    | %                       |
| -------------------------- | ----------------------------------------- | -------------------------- | ----------------------- | ----------------------- |
|                            | Conservatore                              | Sam Gyimah                 | 35 310                  | 59,64                   |
|                            | Laburista                                 | Hitesh Tailor              | 11 396                  | 19,25                   |
|                            | Lib Dem                                   | David Lee                  | 6 197                   | 10,47                   |
|                            | Indipendente                              | Andy Parr                  | 2 973                   | 5,02                    |
|                            | UKIP                                      | Helena Windsor             | 2 227                   | 3,76                    |
|                            | Verdi                                     | Benedict Southworth        | 1 100                   | 1,86                    |
|                            |                                           |                            |                         |                         |
| Iscritti                   | Iscritti                                  | Iscritti                   | 79 042                  | 100,00                  |
| ↳ Votanti (% su iscritti)  | ↳ Votanti (% su iscritti)                 | ↳ Votanti (% su iscritti)  | 59 203                  | 74,90                   |
| ↳ Astenuti (% su iscritti) | ↳ Astenuti (% su iscritti)                | ↳ Astenuti (% su iscritti) | 19 839                  | 25,10                   |
|                            |                                           |                            |                         |                         |
|                            | Esito: collegio confermato a Conservatore |                            |                         |                         |

| Partito                    | Partito                                   | Candidato                  | Risultati 7 maggio 2015 | Risultati 7 maggio 2015 |
| Partito                    | Partito                                   | Candidato                  | Voti                    | %                       |
| -------------------------- | ----------------------------------------- | -------------------------- | ----------------------- | ----------------------- |
|                            | Conservatore                              | Sam Gyimah                 | 32 211                  | 57,41                   |
|                            | UKIP                                      | Helena Windsor             | 9 553                   | 17,03                   |
|                            | Laburista                                 | Matt Wilson                | 6 627                   | 11,81                   |
|                            | Lib Dem                                   | David Lee                  | 5 189                   | 9,25                    |
|                            | Verdi                                     | Nicola Dodgson             | 2 159                   | 3,85                    |
|                            | Indipendente                              | Sandy Pratt                | 364                     | 0,65                    |
|                            |                                           |                            |                         |                         |
| Iscritti                   | Iscritti                                  | Iscritti                   | 79 691                  | 100,00                  |
| ↳ Votanti (% su iscritti)  | ↳ Votanti (% su iscritti)                 | ↳ Votanti (% su iscritti)  | 56 103                  | 70,40                   |
| ↳ Astenuti (% su iscritti) | ↳ Astenuti (% su iscritti)                | ↳ Astenuti (% su iscritti) | 23 588                  | 29,60                   |
|                            |                                           |                            |                         |                         |
|                            | Esito: collegio confermato a Conservatore |                            |                         |                         |

| Partito                    | Partito                                   | Candidato                  | Risultati 6 maggio 2010 | Risultati 6 maggio 2010 |
| Partito                    | Partito                                   | Candidato                  | Voti                    | %                       |
| -------------------------- | ----------------------------------------- | -------------------------- | ----------------------- | ----------------------- |
|                            | Conservatore                              | Sam Gyimah                 | 31 007                  | 56,75                   |
|                            | Lib Dem                                   | David Lee                  | 14 133                  | 25,87                   |
|                            | Laburista                                 | Mathew Rodda               | 4 925                   | 9,01                    |
|                            | UKIP                                      | Helena Windsor             | 3 770                   | 6,90                    |
|                            | Monster Raving Loony                      | Martin Hogbin              | 422                     | 0,77                    |
|                            | Indipendente                              | Sandy Pratt                | 383                     | 0,70                    |
|                            |                                           |                            |                         |                         |
| Iscritti                   | Iscritti                                  | Iscritti                   | 76 849                  | 100,00                  |
| ↳ Votanti (% su iscritti)  | ↳ Votanti (% su iscritti)                 | ↳ Votanti (% su iscritti)  | 54 640                  | 71,10                   |
| ↳ Astenuti (% su iscritti) | ↳ Astenuti (% su iscritti)                | ↳ Astenuti (% su iscritti) | 22 209                  | 28,90                   |
|                            |                                           |                            |                         |                         |
|                            | Esito: collegio confermato a Conservatore |                            |                         |                         |

### Elezioni negli anni 2000
| Partito                    | Partito                                   | Candidato                  | Risultati 5 maggio 2005 | Risultati 5 maggio 2005 |
| Partito                    | Partito                                   | Candidato                  | Voti                    | %                       |
| -------------------------- | ----------------------------------------- | -------------------------- | ----------------------- | ----------------------- |
|                            | Conservatore                              | Peter Ainsworth            | 27 659                  | 56,16                   |
|                            | Lib Dem                                   | Jeremy Pursehouse          | 11 738                  | 23,83                   |
|                            | Laburista                                 | James Bridge               | 7 288                   | 14,80                   |
|                            | UKIP                                      | Tony Stone                 | 2 158                   | 4,38                    |
|                            | Legalise Cannabis                         | Winston Matthews           | 410                     | 0,83                    |
|                            |                                           |                            |                         |                         |
| Iscritti                   | Iscritti                                  | Iscritti                   | 73 953                  | 100,00                  |
| ↳ Votanti (% su iscritti)  | ↳ Votanti (% su iscritti)                 | ↳ Votanti (% su iscritti)  | 49 253                  | 66,60                   |
| ↳ Astenuti (% su iscritti) | ↳ Astenuti (% su iscritti)                | ↳ Astenuti (% su iscritti) | 24 700                  | 33,40                   |
|                            |                                           |                            |                         |                         |
|                            | Esito: collegio confermato a Conservatore |                            |                         |                         |

| Partito                    | Partito                                   | Candidato                  | Risultati 7 giugno 2001 | Risultati 7 giugno 2001 |
| Partito                    | Partito                                   | Candidato                  | Voti                    | %                       |
| -------------------------- | ----------------------------------------- | -------------------------- | ----------------------- | ----------------------- |
|                            | Conservatore                              | Peter Ainsworth            | 24 706                  | 52,51                   |
|                            | Lib Dem                                   | Jeremy Pursehouse          | 11 503                  | 24,45                   |
|                            | Laburista                                 | Jo Tanner                  | 8 994                   | 19,12                   |
|                            | UKIP                                      | Tony Stone                 | 1 846                   | 3,92                    |
|                            |                                           |                            |                         |                         |
| Iscritti                   | Iscritti                                  | Iscritti                   | 74 327                  | 100,00                  |
| ↳ Votanti (% su iscritti)  | ↳ Votanti (% su iscritti)                 | ↳ Votanti (% su iscritti)  | 47 049                  | 63,30                   |
| ↳ Astenuti (% su iscritti) | ↳ Astenuti (% su iscritti)                | ↳ Astenuti (% su iscritti) | 27 278                  | 36,70                   |
|                            |                                           |                            |                         |                         |
|                            | Esito: collegio confermato a Conservatore |                            |                         |                         |

## Risultati dei referendum

### Referendum sulla permanenza del Regno Unito nell'Unione europea del 2016
|             | Collegio    | Lasciare UE % | Rimanere in UE % |
| ----------- | ----------- | ------------- | ---------------- |
|             | East Surrey | 54,1%         | 45,9%            |
| Inghilterra | 53,3%       | 46,7%         |                  |
| Regno Unito | 51,9%       | 48,1%         |                  |